# Свети Димитър (Йероплатанос)
Вижте пояснителната страница за други значения на Свети Димитър.
„Свети Димитър“ (на гръцки: Ἁγίου Δημητρίου) е православна църква в село Йероплатанос (Топлик), Халкидики, Гърция, част от Йерисовската, Светогорска и Ардамерска епархия. Храмът е построен в 1830 година. Църквата има ценни икони от XIX век, дело на майстори от Галатищката художествена школа, витражи и стари стенописи на евангелистите.